# Bertula fulvistrigalis
Bertula fulvistrigalis är en fjärilsart som beskrevs av W. Warren 1912. Bertula fulvistrigalis ingår i släktet Bertula och familjen nattflyn. Inga underarter finns listade i Catalogue of Life.